# Tour de Utah de 2019
A 15.ª edição do Tour de Utah foi uma corrida de ciclismo de estrada por etapas que se celebrou entre 12 e 18 de agosto de 2019 com início no Snowbird Ski and Summer Resort no Condado de Salt Lake e final em Park City no estado de Utah nos Estados Unidos. O percurso constou de um prólogo e seis etapas sobre uma distância total de 759,7 km.
A corrida fez parte do circuito UCI America Tour de 2019 dentro da categoria 2.hc. O vencedor final foi o belga Ben Hermans do Israel Cycling Academy seguido do canadiano James Piccoli do Elevate-KHS e o estadounidense Joe Dombrowski do EF Education First.

## Equipas participantes
Tomaram a partida um total de dezassete equipas, dos quais duas são de categoria UCI WorldTeam, cinco Profissional Continental e dez Continental, quem conformaram um pelotão de 115 ciclistas dos quais terminaram 101. As equipas participantes foram:
| Equipes WorldTeam (2)- EF Education First - Trek-Segafredo Equipes profissionais Continentais (5)- Nippo Vini Fantini Faizanè - Israel Cycling Academy - Hagens Berman Axeon - Rally UHC Cycling - Neri Sottoli-Selle Italia-KTM Equipes Continentais (10)- 303Project - Aevolo - Arapahoe-Hincapie p/b BMC - Canel's-Specialized - Dauner-AKKON - DCBank Pro Cycling - Elevate-KHS Pro Cycling - Team BridgeLane - Wildlife Generation p/b Maxxis - Floyd's Pro Cycling |
| |

## Etapas
| Etapa   | Data    | Percurso                                                        | type                      | Distância (km) | Vencedor        | Líder geral     |
| ------- | ------- | --------------------------------------------------------------- | ------------------------- | -------------- | --------------- | --------------- |
| Prólogo | 12 ago. | Snowbird Ski and Summer Resort – Snowbird Ski and Summer Resort | contrarrelógio individual | 5,3            | James Piccoli   | James Piccoli   |
| 1       | 13 ago. | North Logan – North Logan                                       | média montanha            | 139,9          | Umberto Marengo | Lawson Craddock |
| 2       | 14 ago. | Brigham City – Powder Mountain                                  | alta montanha             | 135,8          | Ben Hermans     | Ben Hermans     |
| 3       | 15 ago. | Antelope Island State Park – North Salt Lake                    | média montanha            | 138,3          | Ben Hermans     | Ben Hermans     |
| 4       | 16 ago. | Salt Lake City – Salt Lake City                                 | etapa escarpada           | 86,5           | Marco Canola    | Ben Hermans     |
| 5       | 17 ago. | Canyons Resort – Canyons Resort                                 | alta montanha             | 128            | Lachlan Morton  | Ben Hermans     |
| 6       | 18 ago. | Park City – Park City                                           | alta montanha             | 125,9          | Joe Dombrowski  | Ben Hermans     |

## Desenvolvimento da corrida

### Prólogo
| Snowbird Ski and Summer Resort - Snowbird Ski and Summer Resort | contrarrelógio individual | (5,3 km) |

| \| Classificação por etapas \| Classificação por etapas \| Classificação por etapas \| Classificação por etapas \| Classificação por etapas \| \| Ciclista \| Ciclista \| Equipe \| Tempo \| \| \| ------------------------ \| ------------------------ \| ------------------------ \| ------------------------ \| ------------------------ \| \| 1. \| James Piccoli \| Elevate-KHS Pro Cycling \| 8m37s \| \| \| 2. \| Lawson Craddock \| EF Education First \| + 6s \| \| \| 3. \| Serghei Tvetcov \| Floyd's Pro Cycling \| + 6s \| \| \| 4. \| João Almeida \| Hagens Berman Axeon \| + 6s \| \| \| 5. \| Kyle Murphy \| Rally UHC Cycling \| + 12s \| \| \| 6. \| Gavin Mannion \| Rally UHC Cycling \| + 15s \| \| \| 7. \| Joe Dombrowski \| EF Education First \| + 15s \| \| \| 8. \| Guillaume Boivin \| Israel Cycling Academy \| + 16s \| \| \| 9. \| Keegan Swirbul \| Floyd's Pro Cycling \| + 17s \| \| \| 10. \| Travis McCabe \| Floyd's Pro Cycling \| + 17s \| \| |                  |                         |       |
| |                  |                         |       |
| Fonte: ProCyclingStats |                  |                         |       |
| Classificação por etapas |                  |                         |       |
| Ciclista | Ciclista         | Equipe                  | Tempo |
| 1. | James Piccoli    | Elevate-KHS Pro Cycling | 8m37s |
| 2. | Lawson Craddock  | EF Education First      | + 6s  |
| 3. | Serghei Tvetcov  | Floyd's Pro Cycling     | + 6s  |
| 4. | João Almeida     | Hagens Berman Axeon     | + 6s  |
| 5. | Kyle Murphy      | Rally UHC Cycling       | + 12s |
| 6. | Gavin Mannion    | Rally UHC Cycling       | + 15s |
| 7. | Joe Dombrowski   | EF Education First      | + 15s |
| 8. | Guillaume Boivin | Israel Cycling Academy  | + 16s |
| 9. | Keegan Swirbul   | Floyd's Pro Cycling     | + 17s |
| 10. | Travis McCabe    | Floyd's Pro Cycling     | + 17s |

| \| Classificação geral \| Classificação geral \| Classificação geral \| Classificação geral \| Classificação geral \| \| Ciclista \| Ciclista \| Equipe \| Tempo \| \| \| ------------------- \| ------------------- \| ----------------------- \| ------------------- \| ------------------- \| \| 1. \| James Piccoli \| Elevate-KHS Pro Cycling \| 8m37s \| \| \| 2. \| Lawson Craddock \| EF Education First \| + 6s \| \| \| 3. \| Serghei Tvetcov \| Floyd's Pro Cycling \| + 6s \| \| \| 4. \| João Almeida \| Hagens Berman Axeon \| + 6s \| \| \| 5. \| Kyle Murphy \| Rally UHC Cycling \| + 12s \| \| \| 6. \| Gavin Mannion \| Rally UHC Cycling \| + 15s \| \| \| 7. \| Joe Dombrowski \| EF Education First \| + 15s \| \| \| 8. \| Guillaume Boivin \| Israel Cycling Academy \| + 16s \| \| \| 9. \| Keegan Swirbul \| Floyd's Pro Cycling \| + 17s \| \| \| 10. \| Travis McCabe \| Floyd's Pro Cycling \| + 17s \| \| |                  |                         |       |
| |                  |                         |       |
| Fonte: ProCyclingStats |                  |                         |       |
| Classificação geral |                  |                         |       |
| Ciclista | Ciclista         | Equipe                  | Tempo |
| 1. | James Piccoli    | Elevate-KHS Pro Cycling | 8m37s |
| 2. | Lawson Craddock  | EF Education First      | + 6s  |
| 3. | Serghei Tvetcov  | Floyd's Pro Cycling     | + 6s  |
| 4. | João Almeida     | Hagens Berman Axeon     | + 6s  |
| 5. | Kyle Murphy      | Rally UHC Cycling       | + 12s |
| 6. | Gavin Mannion    | Rally UHC Cycling       | + 15s |
| 7. | Joe Dombrowski   | EF Education First      | + 15s |
| 8. | Guillaume Boivin | Israel Cycling Academy  | + 16s |
| 9. | Keegan Swirbul   | Floyd's Pro Cycling     | + 17s |
| 10. | Travis McCabe    | Floyd's Pro Cycling     | + 17s |

### 1.ª etapa
| North Logan - North Logan | média montanha | (139,9 km) |

| \| Classificação por etapas \| Classificação por etapas \| Classificação por etapas \| Classificação por etapas \| Classificação por etapas \| \| Ciclista \| Ciclista \| Equipe \| Tempo \| \| \| ------------------------ \| ------------------------ \| ----------------------------- \| ------------------------ \| ------------------------ \| \| 1. \| Umberto Marengo \| Neri Sottoli-Selle Italia-KTM \| 3h23m32s \| \| \| 2. \| Lawson Craddock \| EF Education First \| + 0s \| \| \| 3. \| Edwin Ávila \| Israel Cycling Academy \| + 0s \| \| \| 4. \| Griffin Easter \| 303Project \| + 0s \| \| \| 5. \| João Almeida \| Hagens Berman Axeon \| + 0s \| \| \| 6. \| Sebastian Schönberger \| Neri Sottoli-Selle Italia-KTM \| + 0s \| \| \| 7. \| Travis McCabe \| Floyd's Pro Cycling \| + 6s \| \| \| 8. \| Michael Rice \| Hagens Berman Axeon \| + 6s \| \| \| 9. \| Tyler Magner \| Rally UHC Cycling \| + 6s \| \| \| 10. \| Cole Davis \| Hagens Berman Axeon \| + 6s \| \| |                       |                               |          |
| |                       |                               |          |
| Fonte: ProCyclingStats |                       |                               |          |
| Classificação por etapas |                       |                               |          |
| Ciclista | Ciclista              | Equipe                        | Tempo    |
| 1. | Umberto Marengo       | Neri Sottoli-Selle Italia-KTM | 3h23m32s |
| 2. | Lawson Craddock       | EF Education First            | + 0s     |
| 3. | Edwin Ávila           | Israel Cycling Academy        | + 0s     |
| 4. | Griffin Easter        | 303Project                    | + 0s     |
| 5. | João Almeida          | Hagens Berman Axeon           | + 0s     |
| 6. | Sebastian Schönberger | Neri Sottoli-Selle Italia-KTM | + 0s     |
| 7. | Travis McCabe         | Floyd's Pro Cycling           | + 6s     |
| 8. | Michael Rice          | Hagens Berman Axeon           | + 6s     |
| 9. | Tyler Magner          | Rally UHC Cycling             | + 6s     |
| 10. | Cole Davis            | Hagens Berman Axeon           | + 6s     |

| \| Classificação geral \| Classificação geral \| Classificação geral \| Classificação geral \| Classificação geral \| \| Ciclista \| Ciclista \| Equipe \| Tempo \| \| \| ------------------- \| ------------------- \| ---------------------- \| ------------------- \| ------------------- \| \| 1. \| Lawson Craddock \| EF Education First \| 3h32m09s \| \| \| 2. \| João Almeida \| Hagens Berman Axeon \| + 6s \| \| \| 3. \| Serghei Tvetcov \| Floyd's Pro Cycling \| + 12s \| \| \| 4. \| Kyle Murphy \| Rally UHC Cycling \| + 18s \| \| \| 5. \| Gavin Mannion \| Rally UHC Cycling \| + 21s \| \| \| 6. \| Joe Dombrowski \| EF Education First \| + 21s \| \| \| 7. \| Guillaume Boivin \| Israel Cycling Academy \| + 22s \| \| \| 8. \| Keegan Swirbul \| Floyd's Pro Cycling \| + 23s \| \| \| 9. \| Travis McCabe \| Floyd's Pro Cycling \| + 23s \| \| \| 10. \| Ben Hermans \| Israel Cycling Academy \| + 24s \| \| |                  |                        |          |
| |                  |                        |          |
| Fonte: ProCyclingStats |                  |                        |          |
| Classificação geral |                  |                        |          |
| Ciclista | Ciclista         | Equipe                 | Tempo    |
| 1. | Lawson Craddock  | EF Education First     | 3h32m09s |
| 2. | João Almeida     | Hagens Berman Axeon    | + 6s     |
| 3. | Serghei Tvetcov  | Floyd's Pro Cycling    | + 12s    |
| 4. | Kyle Murphy      | Rally UHC Cycling      | + 18s    |
| 5. | Gavin Mannion    | Rally UHC Cycling      | + 21s    |
| 6. | Joe Dombrowski   | EF Education First     | + 21s    |
| 7. | Guillaume Boivin | Israel Cycling Academy | + 22s    |
| 8. | Keegan Swirbul   | Floyd's Pro Cycling    | + 23s    |
| 9. | Travis McCabe    | Floyd's Pro Cycling    | + 23s    |
| 10. | Ben Hermans      | Israel Cycling Academy | + 24s    |

### 2.ª etapa
| Brigham City - Powder Mountain | alta montanha | (135,8 km) |

| \| Classificação por etapas \| Classificação por etapas \| Classificação por etapas \| Classificação por etapas \| Classificação por etapas \| \| Ciclista \| Ciclista \| Equipe \| Tempo \| \| \| ------------------------ \| ------------------------ \| ------------------------ \| ------------------------ \| ------------------------ \| \| 1. \| Ben Hermans \| Israel Cycling Academy \| 3h37m44s \| \| \| 2. \| James Piccoli \| Elevate-KHS Pro Cycling \| + 20s \| \| \| 3. \| Niklas Eg \| Trek-Segafredo \| + 35s \| \| \| 4. \| Peter Stetina \| Trek-Segafredo \| + 58s \| \| \| 5. \| Joe Dombrowski \| EF Education First \| + 1m26s \| \| \| 6. \| Kyle Murphy \| Rally UHC Cycling \| + 1m31s \| \| \| 7. \| Rob Britton \| Rally UHC Cycling \| + 1m36s \| \| \| 8. \| João Almeida \| Hagens Berman Axeon \| + 1m54s \| \| \| 9. \| Matteo Badilatti \| Israel Cycling Academy \| + 2m37s \| \| \| 10. \| Scott Bowden \| Team BridgeLane \| + 2m52s \| \| |                  |                         |          |
| |                  |                         |          |
| Fonte: ProCyclingStats |                  |                         |          |
| Classificação por etapas |                  |                         |          |
| Ciclista | Ciclista         | Equipe                  | Tempo    |
| 1. | Ben Hermans      | Israel Cycling Academy  | 3h37m44s |
| 2. | James Piccoli    | Elevate-KHS Pro Cycling | + 20s    |
| 3. | Niklas Eg        | Trek-Segafredo          | + 35s    |
| 4. | Peter Stetina    | Trek-Segafredo          | + 58s    |
| 5. | Joe Dombrowski   | EF Education First      | + 1m26s  |
| 6. | Kyle Murphy      | Rally UHC Cycling       | + 1m31s  |
| 7. | Rob Britton      | Rally UHC Cycling       | + 1m36s  |
| 8. | João Almeida     | Hagens Berman Axeon     | + 1m54s  |
| 9. | Matteo Badilatti | Israel Cycling Academy  | + 2m37s  |
| 10. | Scott Bowden     | Team BridgeLane         | + 2m52s  |

| \| Classificação geral \| Classificação geral \| Classificação geral \| Classificação geral \| Classificação geral \| \| Ciclista \| Ciclista \| Equipe \| Tempo \| \| \| ------------------- \| ------------------- \| ----------------------- \| ------------------- \| ------------------- \| \| 1. \| Ben Hermans \| Israel Cycling Academy \| 7h10m07s \| \| \| 2. \| James Piccoli \| Elevate-KHS Pro Cycling \| + 26s \| \| \| 3. \| Niklas Eg \| Trek-Segafredo \| + 52s \| \| \| 4. \| Peter Stetina \| Trek-Segafredo \| + 1m10s \| \| \| 5. \| Joe Dombrowski \| EF Education First \| + 1m33s \| \| \| 6. \| Kyle Murphy \| Rally UHC Cycling \| + 1m35s \| \| \| 7. \| João Almeida \| Hagens Berman Axeon \| + 1m46s \| \| \| 8. \| Rob Britton \| Rally UHC Cycling \| + 1m47s \| \| \| 9. \| Lawson Craddock \| EF Education First \| + 2m56s \| \| \| 10. \| Matteo Badilatti \| Israel Cycling Academy \| + 2m58s \| \| |                  |                         |          |
| |                  |                         |          |
| Fonte: ProCyclingStats |                  |                         |          |
| Classificação geral |                  |                         |          |
| Ciclista | Ciclista         | Equipe                  | Tempo    |
| 1. | Ben Hermans      | Israel Cycling Academy  | 7h10m07s |
| 2. | James Piccoli    | Elevate-KHS Pro Cycling | + 26s    |
| 3. | Niklas Eg        | Trek-Segafredo          | + 52s    |
| 4. | Peter Stetina    | Trek-Segafredo          | + 1m10s  |
| 5. | Joe Dombrowski   | EF Education First      | + 1m33s  |
| 6. | Kyle Murphy      | Rally UHC Cycling       | + 1m35s  |
| 7. | João Almeida     | Hagens Berman Axeon     | + 1m46s  |
| 8. | Rob Britton      | Rally UHC Cycling       | + 1m47s  |
| 9. | Lawson Craddock  | EF Education First      | + 2m56s  |
| 10. | Matteo Badilatti | Israel Cycling Academy  | + 2m58s  |

### 3.ª etapa
| Antelope Island State Park - North Salt Lake | média montanha | (138,3 km) |

| \| Classificação por etapas \| Classificação por etapas \| Classificação por etapas \| Classificação por etapas \| Classificação por etapas \| \| Ciclista \| Ciclista \| Equipe \| Tempo \| \| \| ------------------------ \| ------------------------ \| ------------------------ \| ------------------------ \| ------------------------ \| \| 1. \| Ben Hermans \| Israel Cycling Academy \| 3h20m27s \| \| \| 2. \| Kyle Murphy \| Rally UHC Cycling \| + 7s \| \| \| 3. \| Niklas Eg \| Trek-Segafredo \| + 8s \| \| \| 4. \| Keegan Swirbul \| Floyd's Pro Cycling \| + 8s \| \| \| 5. \| James Piccoli \| Elevate-KHS Pro Cycling \| + 8s \| \| \| 6. \| Lawson Craddock \| EF Education First \| + 11s \| \| \| 7. \| Joe Dombrowski \| EF Education First \| + 21s \| \| \| 8. \| Matteo Badilatti \| Israel Cycling Academy \| + 36s \| \| \| 9. \| Scott Bowden \| Team BridgeLane \| + 36s \| \| \| 10. \| João Almeida \| Hagens Berman Axeon \| + 42s \| \| |                  |                         |          |
| |                  |                         |          |
| Fonte: ProCyclingStats |                  |                         |          |
| Classificação por etapas |                  |                         |          |
| Ciclista | Ciclista         | Equipe                  | Tempo    |
| 1. | Ben Hermans      | Israel Cycling Academy  | 3h20m27s |
| 2. | Kyle Murphy      | Rally UHC Cycling       | + 7s     |
| 3. | Niklas Eg        | Trek-Segafredo          | + 8s     |
| 4. | Keegan Swirbul   | Floyd's Pro Cycling     | + 8s     |
| 5. | James Piccoli    | Elevate-KHS Pro Cycling | + 8s     |
| 6. | Lawson Craddock  | EF Education First      | + 11s    |
| 7. | Joe Dombrowski   | EF Education First      | + 21s    |
| 8. | Matteo Badilatti | Israel Cycling Academy  | + 36s    |
| 9. | Scott Bowden     | Team BridgeLane         | + 36s    |
| 10. | João Almeida     | Hagens Berman Axeon     | + 42s    |

| \| Classificação geral \| Classificação geral \| Classificação geral \| Classificação geral \| Classificação geral \| \| Ciclista \| Ciclista \| Equipe \| Tempo \| \| \| ------------------- \| ------------------- \| ----------------------- \| ------------------- \| ------------------- \| \| 1. \| Ben Hermans \| Israel Cycling Academy \| 10h30m24s \| \| \| 2. \| James Piccoli \| Elevate-KHS Pro Cycling \| + 44s \| \| \| 3. \| Niklas Eg \| Trek-Segafredo \| + 1m06s \| \| \| 4. \| Kyle Murphy \| Rally UHC Cycling \| + 1m46s \| \| \| 5. \| Peter Stetina \| Trek-Segafredo \| + 2m02s \| \| \| 6. \| Joe Dombrowski \| EF Education First \| + 2m04s \| \| \| 7. \| João Almeida \| Hagens Berman Axeon \| + 2m38s \| \| \| 8. \| Rob Britton \| Rally UHC Cycling \| + 3m12s \| \| \| 9. \| Lawson Craddock \| EF Education First \| + 3m17s \| \| \| 10. \| Matteo Badilatti \| Israel Cycling Academy \| + 3m44s \| \| |                  |                         |           |
| |                  |                         |           |
| Fonte: ProCyclingStats |                  |                         |           |
| Classificação geral |                  |                         |           |
| Ciclista | Ciclista         | Equipe                  | Tempo     |
| 1. | Ben Hermans      | Israel Cycling Academy  | 10h30m24s |
| 2. | James Piccoli    | Elevate-KHS Pro Cycling | + 44s     |
| 3. | Niklas Eg        | Trek-Segafredo          | + 1m06s   |
| 4. | Kyle Murphy      | Rally UHC Cycling       | + 1m46s   |
| 5. | Peter Stetina    | Trek-Segafredo          | + 2m02s   |
| 6. | Joe Dombrowski   | EF Education First      | + 2m04s   |
| 7. | João Almeida     | Hagens Berman Axeon     | + 2m38s   |
| 8. | Rob Britton      | Rally UHC Cycling       | + 3m12s   |
| 9. | Lawson Craddock  | EF Education First      | + 3m17s   |
| 10. | Matteo Badilatti | Israel Cycling Academy  | + 3m44s   |

### 4.ª etapa
| Salt Lake City - Salt Lake City | etapa escarpada | (86,5 km) |

| \| Classificação por etapas \| Classificação por etapas \| Classificação por etapas \| Classificação por etapas \| Classificação por etapas \| \| Ciclista \| Ciclista \| Equipe \| Tempo \| \| \| ------------------------ \| ------------------------ \| -------------------------- \| ------------------------ \| ------------------------ \| \| 1. \| Marco Canola \| Nippo-Vini Fantini-Faizanè \| 1h56m54s \| \| \| 2. \| Travis McCabe \| Floyd's Pro Cycling \| + 0s \| \| \| 3. \| Brendan Rhim \| Arapahoe-Hincapie p/b BMC \| + 0s \| \| \| 4. \| Pablo Alarcón \| Canel's-Specialized \| + 0s \| \| \| 5. \| Guillaume Boivin \| Israel Cycling Academy \| + 0s \| \| \| 6. \| Peter Stetina \| Trek-Segafredo \| + 0s \| \| \| 7. \| James Piccoli \| Elevate-KHS Pro Cycling \| + 0s \| \| \| 8. \| Joe Dombrowski \| EF Education First \| + 0s \| \| \| 9. \| Ben Hermans \| Israel Cycling Academy \| + 0s \| \| \| 10. \| Griffin Easter \| 303Project \| + 0s \| \| |                  |                            |          |
| |                  |                            |          |
| Fonte: ProCyclingStats |                  |                            |          |
| Classificação por etapas |                  |                            |          |
| Ciclista | Ciclista         | Equipe                     | Tempo    |
| 1. | Marco Canola     | Nippo-Vini Fantini-Faizanè | 1h56m54s |
| 2. | Travis McCabe    | Floyd's Pro Cycling        | + 0s     |
| 3. | Brendan Rhim     | Arapahoe-Hincapie p/b BMC  | + 0s     |
| 4. | Pablo Alarcón    | Canel's-Specialized        | + 0s     |
| 5. | Guillaume Boivin | Israel Cycling Academy     | + 0s     |
| 6. | Peter Stetina    | Trek-Segafredo             | + 0s     |
| 7. | James Piccoli    | Elevate-KHS Pro Cycling    | + 0s     |
| 8. | Joe Dombrowski   | EF Education First         | + 0s     |
| 9. | Ben Hermans      | Israel Cycling Academy     | + 0s     |
| 10. | Griffin Easter   | 303Project                 | + 0s     |

| \| Classificação geral \| Classificação geral \| Classificação geral \| Classificação geral \| Classificação geral \| \| Ciclista \| Ciclista \| Equipe \| Tempo \| \| \| ------------------- \| ------------------- \| ----------------------- \| ------------------- \| ------------------- \| \| 1. \| Ben Hermans \| Israel Cycling Academy \| 12h27m18s \| \| \| 2. \| James Piccoli \| Elevate-KHS Pro Cycling \| + 44s \| \| \| 3. \| Niklas Eg \| Trek-Segafredo \| + 1m06s \| \| \| 4. \| Kyle Murphy \| Rally UHC Cycling \| + 1m46s \| \| \| 5. \| Peter Stetina \| Trek-Segafredo \| + 2m02s \| \| \| 6. \| Joe Dombrowski \| EF Education First \| + 2m04s \| \| \| 7. \| João Almeida \| Hagens Berman Axeon \| + 2m48s \| \| \| 8. \| Lawson Craddock \| EF Education First \| + 3m17s \| \| \| 9. \| Rob Britton \| Rally UHC Cycling \| + 3m22s \| \| \| 10. \| Matteo Badilatti \| Israel Cycling Academy \| + 3m54s \| \| |                  |                         |           |
| |                  |                         |           |
| Fonte: ProCyclingStats |                  |                         |           |
| Classificação geral |                  |                         |           |
| Ciclista | Ciclista         | Equipe                  | Tempo     |
| 1. | Ben Hermans      | Israel Cycling Academy  | 12h27m18s |
| 2. | James Piccoli    | Elevate-KHS Pro Cycling | + 44s     |
| 3. | Niklas Eg        | Trek-Segafredo          | + 1m06s   |
| 4. | Kyle Murphy      | Rally UHC Cycling       | + 1m46s   |
| 5. | Peter Stetina    | Trek-Segafredo          | + 2m02s   |
| 6. | Joe Dombrowski   | EF Education First      | + 2m04s   |
| 7. | João Almeida     | Hagens Berman Axeon     | + 2m48s   |
| 8. | Lawson Craddock  | EF Education First      | + 3m17s   |
| 9. | Rob Britton      | Rally UHC Cycling       | + 3m22s   |
| 10. | Matteo Badilatti | Israel Cycling Academy  | + 3m54s   |

### 5.ª etapa
| Canyons Resort - Canyons Resort | alta montanha | (128 km) |

| \| Classificação por etapas \| Classificação por etapas \| Classificação por etapas \| Classificação por etapas \| Classificação por etapas \| \| Ciclista \| Ciclista \| Equipe \| Tempo \| \| \| ------------------------ \| ------------------------ \| ------------------------------ \| ------------------------ \| ------------------------ \| \| 1. \| Lachlan Morton \| EF Education First \| 3h05m54s \| \| \| 2. \| Hayden McCormick \| Team BridgeLane \| + 0s \| \| \| 3. \| Simone Velasco \| Neri Sottoli-Selle Italia-KTM \| + 18s \| \| \| 4. \| Marco Canola \| Nippo-Vini Fantini-Faizanè \| + 18s \| \| \| 5. \| Evan Huffman \| Rally UHC Cycling \| + 18s \| \| \| 6. \| Dylan Sunderland \| Team BridgeLane \| + 26s \| \| \| 7. \| Michael Rice \| Hagens Berman Axeon \| + 29s \| \| \| 8. \| Sam Boardman \| Wildlife Generation p/b Maxxis \| + 29s \| \| \| 9. \| Matthew Zimmer \| DC Bank Pro Cycling Team \| + 31s \| \| \| 10. \| Bernat Font \| 303Project \| + 49s \| \| |                  |                                |          |
| |                  |                                |          |
| Fonte: ProCyclingStats |                  |                                |          |
| Classificação por etapas |                  |                                |          |
| Ciclista | Ciclista         | Equipe                         | Tempo    |
| 1. | Lachlan Morton   | EF Education First             | 3h05m54s |
| 2. | Hayden McCormick | Team BridgeLane                | + 0s     |
| 3. | Simone Velasco   | Neri Sottoli-Selle Italia-KTM  | + 18s    |
| 4. | Marco Canola     | Nippo-Vini Fantini-Faizanè     | + 18s    |
| 5. | Evan Huffman     | Rally UHC Cycling              | + 18s    |
| 6. | Dylan Sunderland | Team BridgeLane                | + 26s    |
| 7. | Michael Rice     | Hagens Berman Axeon            | + 29s    |
| 8. | Sam Boardman     | Wildlife Generation p/b Maxxis | + 29s    |
| 9. | Matthew Zimmer   | DC Bank Pro Cycling Team       | + 31s    |
| 10. | Bernat Font      | 303Project                     | + 49s    |

| \| Classificação geral \| Classificação geral \| Classificação geral \| Classificação geral \| Classificação geral \| \| Ciclista \| Ciclista \| Equipe \| Tempo \| \| \| ------------------- \| ------------------- \| ----------------------- \| ------------------- \| ------------------- \| \| 1. \| Ben Hermans \| Israel Cycling Academy \| 15h34m34s \| \| \| 2. \| James Piccoli \| Elevate-KHS Pro Cycling \| + 46s \| \| \| 3. \| Niklas Eg \| Trek-Segafredo \| + 1m10s \| \| \| 4. \| Kyle Murphy \| Rally UHC Cycling \| + 1m48s \| \| \| 5. \| Joe Dombrowski \| EF Education First \| + 2m08s \| \| \| 6. \| João Almeida \| Hagens Berman Axeon \| + 2m34s \| \| \| 7. \| Peter Stetina \| Trek-Segafredo \| + 2m47s \| \| \| 8. \| Lawson Craddock \| EF Education First \| + 3m10s \| \| \| 9. \| Rob Britton \| Rally UHC Cycling \| + 3m53s \| \| \| 10. \| Matteo Badilatti \| Israel Cycling Academy \| + 4m15s \| \| |                  |                         |           |
| |                  |                         |           |
| Fonte: ProCyclingStats |                  |                         |           |
| Classificação geral |                  |                         |           |
| Ciclista | Ciclista         | Equipe                  | Tempo     |
| 1. | Ben Hermans      | Israel Cycling Academy  | 15h34m34s |
| 2. | James Piccoli    | Elevate-KHS Pro Cycling | + 46s     |
| 3. | Niklas Eg        | Trek-Segafredo          | + 1m10s   |
| 4. | Kyle Murphy      | Rally UHC Cycling       | + 1m48s   |
| 5. | Joe Dombrowski   | EF Education First      | + 2m08s   |
| 6. | João Almeida     | Hagens Berman Axeon     | + 2m34s   |
| 7. | Peter Stetina    | Trek-Segafredo          | + 2m47s   |
| 8. | Lawson Craddock  | EF Education First      | + 3m10s   |
| 9. | Rob Britton      | Rally UHC Cycling       | + 3m53s   |
| 10. | Matteo Badilatti | Israel Cycling Academy  | + 4m15s   |

### 6.ª etapa
| Park City - Park City | alta montanha | (125,9 km) |

| \| Classificação por etapas \| Classificação por etapas \| Classificação por etapas \| Classificação por etapas \| Classificação por etapas \| \| Ciclista \| Ciclista \| Equipe \| Tempo \| \| \| ------------------------ \| ------------------------ \| ------------------------ \| ------------------------ \| ------------------------ \| \| 1. \| Joe Dombrowski \| EF Education First \| 3h11m09s \| \| \| 2. \| João Almeida \| Hagens Berman Axeon \| + 24s \| \| \| 3. \| Keegan Swirbul \| Floyd's Pro Cycling \| + 26s \| \| \| 4. \| Ben Hermans \| Israel Cycling Academy \| + 26s \| \| \| 5. \| James Piccoli \| Elevate-KHS Pro Cycling \| + 30s \| \| \| 6. \| Lawson Craddock \| EF Education First \| + 1m24s \| \| \| 7. \| Matteo Badilatti \| Israel Cycling Academy \| + 1m39s \| \| \| 8. \| Kyle Murphy \| Rally UHC Cycling \| + 1m58s \| \| \| 9. \| Rob Britton \| Rally UHC Cycling \| + 2m06s \| \| \| 10. \| Lachlan Morton \| EF Education First \| + 2m11s \| \| |                  |                         |          |
| |                  |                         |          |
| Fonte: ProCyclingStats |                  |                         |          |
| Classificação por etapas |                  |                         |          |
| Ciclista | Ciclista         | Equipe                  | Tempo    |
| 1. | Joe Dombrowski   | EF Education First      | 3h11m09s |
| 2. | João Almeida     | Hagens Berman Axeon     | + 24s    |
| 3. | Keegan Swirbul   | Floyd's Pro Cycling     | + 26s    |
| 4. | Ben Hermans      | Israel Cycling Academy  | + 26s    |
| 5. | James Piccoli    | Elevate-KHS Pro Cycling | + 30s    |
| 6. | Lawson Craddock  | EF Education First      | + 1m24s  |
| 7. | Matteo Badilatti | Israel Cycling Academy  | + 1m39s  |
| 8. | Kyle Murphy      | Rally UHC Cycling       | + 1m58s  |
| 9. | Rob Britton      | Rally UHC Cycling       | + 2m06s  |
| 10. | Lachlan Morton   | EF Education First      | + 2m11s  |

## Classificações finais
As classificações finalizaram da seguinte forma:

### Classificação geral
| \| Classificação geral \| Classificação geral \| Classificação geral \| Classificação geral \| Classificação geral \| \| Ciclista \| Ciclista \| Equipe \| Tempo \| \| \| ------------------- \| ------------------- \| ----------------------- \| ------------------- \| ------------------- \| \| 1. \| Ben Hermans \| Israel Cycling Academy \| 18h46m09s \| \| \| 2. \| James Piccoli \| Elevate-KHS Pro Cycling \| + 50s \| \| \| 3. \| Joe Dombrowski \| EF Education First \| + 1m32s \| \| \| 4. \| João Almeida \| Hagens Berman Axeon \| + 2m26s \| \| \| 5. \| Niklas Eg \| Trek-Segafredo \| + 2m57s \| \| \| 6. \| Kyle Murphy \| Rally UHC Cycling \| + 3m20s \| \| \| 7. \| Lawson Craddock \| EF Education First \| + 4m08s \| \| \| 8. \| Keegan Swirbul \| Floyd's Pro Cycling \| + 4m40s \| \| \| 9. \| Peter Stetina \| Trek-Segafredo \| + 5m22s \| \| \| 10. \| Matteo Badilatti \| Israel Cycling Academy \| + 5m28s \| \| |                  |                         |           |
| |                  |                         |           |
| Fonte: ProCyclingStats |                  |                         |           |
| Classificação geral |                  |                         |           |
| Ciclista | Ciclista         | Equipe                  | Tempo     |
| 1. | Ben Hermans      | Israel Cycling Academy  | 18h46m09s |
| 2. | James Piccoli    | Elevate-KHS Pro Cycling | + 50s     |
| 3. | Joe Dombrowski   | EF Education First      | + 1m32s   |
| 4. | João Almeida     | Hagens Berman Axeon     | + 2m26s   |
| 5. | Niklas Eg        | Trek-Segafredo          | + 2m57s   |
| 6. | Kyle Murphy      | Rally UHC Cycling       | + 3m20s   |
| 7. | Lawson Craddock  | EF Education First      | + 4m08s   |
| 8. | Keegan Swirbul   | Floyd's Pro Cycling     | + 4m40s   |
| 9. | Peter Stetina    | Trek-Segafredo          | + 5m22s   |
| 10. | Matteo Badilatti | Israel Cycling Academy  | + 5m28s   |

### Classificação por pontos
| Classificação por pontos | Classificação por pontos | Classificação por pontos      | Classificação por pontos | Classificação por pontos |
| Ciclista                 | Ciclista                 | Equipe                        | Pontos                   |                          |
| ------------------------ | ------------------------ | ----------------------------- | ------------------------ | ------------------------ |
| 1.                       | Travis McCabe            | Floyd's Pro Cycling           | 47 pts                   |                          |
| 2.                       | Marco Canola             | Nippo-Vini Fantini-Faizanè    | 32 pts                   |                          |
| 3.                       | Ben Hermans              | Israel Cycling Academy        | 24 pts                   |                          |
| 4.                       | Joe Dombrowski           | EF Education First            | 22 pts                   |                          |
| 5.                       | Lawson Craddock          | EF Education First            | 22 pts                   |                          |
| 6.                       | Umberto Marengo          | Neri Sottoli-Selle Italia-KTM | 21 pts                   |                          |
| 7.                       | João Almeida             | Hagens Berman Axeon           | 19 pts                   |                          |
| 8.                       | Hayden McCormick         | Team BridgeLane               | 17 pts                   |                          |
| 9.                       | Keegan Swirbul           | Floyd's Pro Cycling           | 17 pts                   |                          |
| 10.                      | Lachlan Morton           | EF Education First            | 16 pts                   |                          |

### Classificação da montanha
| Classificação da montanha | Classificação da montanha | Classificação da montanha      | Classificação da montanha | Classificação da montanha |
| Ciclista                  | Ciclista                  | Equipe                         | Pontos                    |                           |
| ------------------------- | ------------------------- | ------------------------------ | ------------------------- | ------------------------- |
| 1.                        | Hayden McCormick          | Team BridgeLane                | 30 pts                    |                           |
| 2.                        | Ben Hermans               | Israel Cycling Academy         | 22 pts                    |                           |
| 3.                        | Joe Dombrowski            | EF Education First             | 18 pts                    |                           |
| 4.                        | Alex Howes                | EF Education First             | 18 pts                    |                           |
| 5.                        | James Piccoli             | Elevate-KHS Pro Cycling        | 16 pts                    |                           |
| 6.                        | Marco Canola              | Nippo-Vini Fantini-Faizanè     | 16 pts                    |                           |
| 7.                        | Sam Boardman              | Wildlife Generation p/b Maxxis | 11 pts                    |                           |
| 8.                        | Kyle Murphy               | Rally UHC Cycling              | 11 pts                    |                           |
| 9.                        | João Almeida              | Hagens Berman Axeon            | 10 pts                    |                           |
| 10.                       | Niklas Eg                 | Trek-Segafredo                 | 10 pts                    |                           |

### Classificação dos jovens
| Classificação dos jovens | Classificação dos jovens | Classificação dos jovens | Classificação dos jovens | Classificação dos jovens |
| Ciclista                 | Ciclista                 | Equipe                   | Tempo                    |                          |
| ------------------------ | ------------------------ | ------------------------ | ------------------------ | ------------------------ |
| 1.                       | João Almeida             | Hagens Berman Axeon      | 18h48m35s                |                          |
| 2.                       | Alex Hoehn               | Aevolo                   | + 10m01s                 |                          |
| 3.                       | Juan Pedro López         | Trek-Segafredo           | + 11m52s                 |                          |
| 4.                       | Kevin Vermaerke          | Hagens Berman Axeon      | + 15m52s                 |                          |
| 5.                       | Edward Anderson          | Hagens Berman Axeon      | + 22m38s                 |                          |
| 6.                       | Andrew Vollmer           | Aevolo                   | + 23m00s                 |                          |
| 7.                       | Dominik Bauer            | Dauner-AKKON             | + 23m45s                 |                          |
| 8.                       | Conor Schunk             | Aevolo                   | + 28m37s                 |                          |
| 9.                       | Gabriel Rojas            | Aevolo                   | + 31h26m00s              |                          |
| 10.                      | Cade Bickmore            | Aevolo                   | + 42h08m00s              |                          |

### Classificação por equipas
| Classificação por equipes | Classificação por equipes     | Classificação por equipes | Classificação por equipes |
| Equipe                    | Equipe                        | Tempo                     |                           |
| ------------------------- | ----------------------------- | ------------------------- | ------------------------- |
| 1.                        | EF Education First            | 56h35m03s                 |                           |
| 2.                        | Israel Cycling Academy        | + 2m45s                   |                           |
| 3.                        | Trek-Segafredo                | + 5m54s                   |                           |
| 4.                        | Rally UHC Cycling             | + 13m20s                  |                           |
| 5.                        | Hagens Berman Axeon           | + 20m31s                  |                           |
| 6.                        | Floyd's Pro Cycling           | + 24m22s                  |                           |
| 7.                        | Neri Sottoli-Selle Italia-KTM | + 26m23s                  |                           |
| 8.                        | Aevolo                        | + 37m55s                  |                           |
| 9.                        | Team BridgeLane               | + 40m05s                  |                           |
| 10.                       | 303Project                    | + 47m20s                  |                           |

## Evolução das classificações
| Etapa                 | Vencedor              | Classificação geral | Classificação por pontos | Classificação da montanha | Classificação dos jovens | Classificação da combatividad | Classificação por equipas |
| --------------------- | --------------------- | ------------------- | ------------------------ | ------------------------- | ------------------------ | ----------------------------- | ------------------------- |
| Prólogo               | James Piccoli         | James Piccoli       | Serghei Țvetcov          | Lawson Craddock           | João Almeida             | João Almeida                  | Floyd's                   |
| 1.ª                   | Umberto Marengo       | Lawson Craddock     | Umberto Marengo          | Samuel Boardman           | João Almeida             | Travis Samuel                 | EF Education First        |
| 2.ª                   | Ben Hermans           | Ben Hermans         | Umberto Marengo          | Ben Hermans               | João Almeida             | James Piccoli                 | Rally UHC                 |
| 3.ª                   | Ben Hermans           | Ben Hermans         | Lawson Craddock          | Alex Howes                | João Almeida             | Kyle Murphy                   | Trek-Segafredo            |
| 4.ª                   | Marco Canola          | Ben Hermans         | Travis McCabe            | Alex Howes                | João Almeida             | Hayden McCormick              | Trek-Segafredo            |
| 5.ª                   | Lachlan Morton        | Ben Hermans         | Travis McCabe            | Hayden McCormick          | João Almeida             | Lachlan Morton                | Trek-Segafredo            |
| 6.ª                   | Joe Dombrowski        | Ben Hermans         | Travis McCabe            | Hayden McCormick          | João Almeida             | James Piccoli                 | EF Education First        |
| Classificações finais | Classificações finais | Ben Hermans         | Travis McCabe            | Hayden McCormick          | João Almeida             |                               | EF Education First        |

## UCI World Ranking
O Tour de Utah outorgou pontos para o UCI World Ranking para corredores das equipas nas categorias UCI WorldTeam, Profissional Continental e Equipas Continentais. As seguintes tabelas mostram o barómetro de pontuação e os dez corredores que obtiveram mais pontos:
| Posição             | 1.º | 2.º | 3.º | 4.º | 5.º | 6.º | 7.º | 8.º | 9.º | 10.º | 11.º | 12.º | 13.º | 14.º | 15.º | 16.º-30.º | 31.º-40.º |
| Classificação geral | 200 | 150 | 125 | 100 | 85  | 70  | 60  | 50  | 40  | 35   | 30   | 25   | 20   | 15   | 10   | 5         | 3         |
| Por etapa           | 20  | 10  | 5   |     |     |     |     |     |     |      |      |      |      |      |      |           |           |
| Líder               | 5   |     |     |     |     |     |     |     |     |      |      |      |      |      |      |           |           |

| Classificação |                  |                        |       |       |       |       |
| Posição       | Ciclista         | Equipa                 | Geral | Etapa | Líder | Total |
| ------------- | ---------------- | ---------------------- | ----- | ----- | ----- | ----- |
| 1.º           | Ben Hermans      | Israel Cycling Academy | 200   | 40    | 20    | 260   |
| 2.º           | James Piccoli    | Elevate-KHS            | 150   | 30    | 5     | 185   |
| 3.º           | Joe Dombrowski   | EF Education First     | 125   | 20    | -     | 145   |
| 4.º           | João Almeida     | Hagens Berman Axeon    | 100   | 10    | -     | 110   |
| 5.º           | Niklas Eg        | Trek-Segafredo         | 85    | 10    | -     | 95    |
| 6.º           | Lawson Craddock  | EF Education First     | 60    | 20    | 5     | 85    |
| 7.º           | Kyle Murphy      | Rally UHC              | 70    | 10    | -     | 80    |
| 8.º           | Keegan Swirbul   | Floyd's                | 50    | 5     | -     | 55    |
| 9.º           | Peter Stetina    | Trek-Segafredo         | 40    | -     | -     | 40    |
| 10.º          | Matteo Badilatti | Israel Cycling Academy | 35    | -     | -     | 35    |